# Критархия
Крита́рхия, критокра́тия (др.-греч. κριτής [kritēs] «судья» + ἀρχή [arkhē] или κράτος [kratos] «власть») — социальная система, основанная на власти судов (ивр. שופטים‎ [шофтим]).

## История
Существовала в Древнем Израиле в период времени, описанный в Книге Судей. Применение термина распространилось на власть судей в современном смысле этого слова, также он употребляется применительно к Сомали, где власть судов осуществляется в соответствии с системой обычного права Xeer.